# Jacoba van Tongeren
Jacoba Johanna van Tongeren (Tjimahi bij Bandoeng, 14 oktober 1903 – Bergen (Noord-Holland), 15 september 1967) was verzetsstrijdster, oprichtster en leidster van de verzetsgroep Groep 2000, regio Amsterdam, tijdens de Tweede Wereldoorlog. In 1990 werd van Tongeren door Yad Vashem gehonoreerd als Rechtvaardige onder de Volkeren.

## Jonge jaren
Jacoba van Tongeren was de dochter van Hermannus van Tongeren en Jeanne Holle. Haar leven werd sterk beïnvloed door de opvoeding die zij in haar jonge jaren van haar vader kreeg. Haar vader was als genieofficier van het KNIL verantwoordelijk voor de bouw van spoorwegbruggen op Sumatra, toenmalig Nederlands-Indië. In haar kindertijd woonde zij samen met haar vader in een verplaatsbare ambtswoning voor legerofficieren in het oerwoud. Ze bezocht geen basisschool, maar kreeg onderwijs van haar vader: een 'militaire' opvoeding, die haar de normen en waarden van militairen bijbracht.
In 1916 keerde Hermannus van Tongeren met zijn gezin in Nederland terug uit Nederlands-Indië. Jacoba bezocht van 1916 tot 1922 het Gereformeerd Gymnasium in Amsterdam en ging door een moeizame periode van sociale aanpassing, want zij was eerder noch een gezin, noch een school, noch de omgang met leeftijdsgenoten gewend. In de tijd ontstond een goede band met haar oudere broer, verzetsstrijder Herman van Tongeren.
Daarna volgde zij een opleiding tot verpleegster in Rotterdam. Deze kon zij niet voltooien omdat zij in 1928 een streptokokkeninfectie kreeg. Zij kuurde zeven jaar in Groenekan en de t.b.c.-lighallen van Amersfoort. Daar leerde zij haar levensgezellin Nel Wateler kennen. Terug in Amsterdam werkte zij als maatschappelijk werkster voor de Centrale van Werklozenzorg.

## Verzetswerk
Aan het begin van de Tweede Wereldoorlog bracht het werk als maatschappelijk werkster bij de Centrale voor Werklozenzorg haar in de positie om door heel Nederland te mogen reizen, ondanks de beperkingen die door de bezetters aan gewone burgers waren opgelegd.
Van Tongerens vader was direct aan het begin van de oorlog als Grootmeester van de Orde van Vrijmetselaren onder het Grootoosten der Nederlanden in gevaar, want de vrijmetselarij werd door de bezetters als volksvijandige organisatie gezien. In België, Roemenië en Polen waren de grootmeesters al terechtgesteld. Hermannus van Tongeren liet Jacoba daarom de ledenlijsten en belangrijke maçonnieke documenten in veiligheid brengen op betrouwbare adressen. Van Tongeren fungeerde als koerierster omdat zij als maatschappelijk werkster onbeperkt mocht reizen.
Van Tongeren werd door de oprichters van Vrij Nederland betrokken bij het Nederlandse verzetswerk. Deze jonge mannen zochten via van Tongeren contact met de toenmalige grootmeester van de vrijmetselaars. Hun plan was een spionagegroep op te zetten die het Nederlandse volk zou informeren om tegen de Duitse propaganda te ageren. Eerst was Hermannus van Tongeren terughoudend maar later stelde hij voor het eerste nummer van Vrij Nederland een typemachine en een stencilmachine ter beschikking. Na het verschijnen van dit nummer op 31 augustus 1940 (destijds Koninginnedag) breidde hij zijn ondersteuning uit met niet alleen geld maar ook met de bereidheid de nodige contacten in het vrijmetselaarsnetwerk te leggen. Het hiervoor benodigde reizen werd wederom aan dochter Jacoba toevertrouwd. Hierdoor werd zij bekend met vele maçonnieke broeders, wat in de volgende jaren haar verzetswerk ten goede kwam. Haar vader werd al in oktober 1940 door de Duitsers gearresteerd en kwam in maart 1941 in Sachsenhausen om het leven.
In het voorjaar 1941 werden 65 mensen die voor illegale bladen werkten, door de Duitsers opgepakt. Ook de top van Vrij Nederland was daarbij. Als gevolg hiervan verbrak van Tongeren het contact met Vrij Nederland, zodat het contact tussen de vrijmetselarij en Vrij Nederland niet openbaar werd.
Nadat in het voorjaar van 1941 de Centrale voor Werklozenzorg door de Duitsers was opgeheven, werden alle daar werkzame maatschappelijk werksters in dienst genomen bij de Bijzondere Kerkelijke Gezinszorg. De kerken namen direct de paraplufunctie op zich voor het maatschappelijk werk. De eerste opdracht van het bestuur aan alle maatschappelijk werksters was dat de Bijzondere Kerkelijke Gezinszorg niet in gevaar mocht komen en dat zij zich niet mochten opzetten tegen de bezetters. Van Tongeren wilde wel illegale hulpaanvragen behartigen. Omwille daarvan werd ze door het bestuur gevraagd alle buiten het maatschappelijk werk liggende gevallen op zich te nemen; met andere woorden het illegale verzetswerk uit te voeren.
Van Tongeren concentreerde zich op de hulp aan onderduikers, een door de dreiging van de doodstraf heel gevaarlijk werk. Daarvoor zette zij een organisatie op die onderduikers hielp, en leidde deze door de hele oorlog heen. In het begin was het een groep zonder naam, later werd het Groep 2000. Het was een verzetsgroep van 140 leden, die de hele oorlog door tot 4500 onderduikers toe hielp, EHBO-posten verzorgde, voedselbonnen verdeelde en andere verzetsactiviteiten uitvoerde.
Het vervoer van voedselbonnen nam van Tongeren regelmatig zelf op zich. Hiervoor had zij een speciaal vest ontwikkeld, waarvan het patroon nog bestaat. Dit vest droeg zij onder haar kleding. Als zij dit vest gevuld met bonnen droeg, leek zij voor een toeschouwer op een zwangere of zwaarlijvige vrouw. Het vervoer van de vele voedselbonnen gaf haar de bijnaam de Bonnenkoningin.
Vanaf Dolle Dinsdag vroegen de regering en de Binnenlandse Strijdkrachten om samenwerking van de verzetsgroepen. H.M. van Randwijk, leider van Vrij Nederland, probeerde de leiding van Groep 2000 op zich te nemen, omdat hij dan via deze groep over voedselbonnen kon beschikken. Van Tongeren trotseerde hem en was voor een gelijkwaardige fusie van Vrij Nederland en Groep 2000, die Van Randwijk niet accepteerde. Uiteindelijk gingen de door Amsterdam verspreidde EHBO-posten en de knokploeg van Groep 2000 over naar Vrij Nederland. Groep 2000 bleef tot aan de bevrijding een zelfstandige verzetsgroep, gericht op de hulp aan onderduikers.
Van Tongeren had van haar vader het toepassen van geheime codes geleerd, het onbekend houden van namen en adressen, en vooral het nooit maken van aantekeningen. Zo gebruikte ze gecodeerde correspondentie voor het zoeken en vinden van onderduikadressen. Ze bedacht zelf een cijfercode waarmee de leden van Groep 2000, de onderduikers en alle adressen werden gecodeerd. Alleen zij en nog een andere persoon kenden de sleutel van die code. In maart 1945 viel het complete gecodeerde administratiesysteem van Groep 2000 in handen van de Duitsers, die de gebruikte code niet konden ontcijferen. Hierdoor werden 4500 onderduikers niet gevonden.

## Na de oorlog
Aan het eind van de oorlog was van Tongeren verzwakt en ziek. Op 23 juli 1945 bood zij aan prins Bernhard, commandant van de Binnenlandse Strijdkrachten, een Beknopt historisch verslag van de werkzaamheden van Groep 2000 aan.
Op haar gezondheid lettend nam ze een rustperiode van een jaar en werkte vervolgens nog enige tijd als maatschappelijk werkster. Vanaf 1950 was zij chronisch ziek en aan bed gebonden, door de uitputting tijdens de oorlog en doordat de streptokokkeninfectie van de jaren dertig midden jaren veertig was teruggekomen.
Medio jaren vijftig verhuisde zij om gezondheidsredenen naar Bergen. Op aandringen van leden van Groep 2000 gaf ze in mei 1965 aan Trouw een interview en beloofde alle informatie rondom de verzetswerkzaamheden van Groep 2000 openbaar te maken. Zij schreef haar memoires in briefvorm aan omroeppastoor Klamer. Ze overleed nog voordat zij haar memoires had kunnen publiceren, hetgeen wel haar doel was.

## Relevantie van haar werk
Marjan Schwegman, directeur van het NIOD, zette in een lezing op 21 maart 2015 "Jacoba van Tongeren, Verzetsstrijdster tegen wil en dank" bij de presentatie van Paul van Tongerens biografie over Jacoba, het belang van haar werk en dat van Groep 2000 uiteen.
- Op hulp aan onderduikers stond de doodstraf, desondanks werd het tot nu toe niet tot het 'echte' verzetswerk gerekend. Zo bleven vele vrouwen, die vaak de taak hadden om onderduikers te verzorgen, als verzetsstrijders ongezien.
- Van Tongeren combineerde legaal met illegaal bestaan. Zij was maatschappelijk werkster en deed verzetswerk. Zo waren er meer mannen en vrouwen die onder de dekmantel van een legale positie in de gewone maatschappij binnen Groep 2000 hun illegale werk deden: dominees, politieagenten, verpleegsters, gemeenteambtenaren.
- Door de vragen die de memoires oproepen, ontstaat een agenda voor nieuw onderzoek: er is duidelijk nog een stuk onbekende geschiedenis die zichtbaar gemaakt dient te worden. Het nieuwe onderzoeksprogramma van het NIOD zal juist extra aandacht besteden aan de rol van vrouwen in het verzet.

## Eerbetoon
Op 4 mei 2016 is in Amsterdam Nieuw-West brug 602 in de Burgemeester Fockstraat vernoemd naar van Tongeren (de Jacoba van Tongerenbrug) als eerbetoon voor haar verzetswerk en het werk van Groep 2000 tijdens WOII. Op 10 oktober 2021 werd aan de Antillenstraat in Amsterdam West een bronzen beeld van Jacoba van Tongeren gemaakt door Fabio Pravisani onthuld.